# Grand Prix Formule 1 van Frankrijk 1980
De Grand Prix Formule 1 van Frankrijk 1980 werd gehouden op 29 juni 1980 op Paul Ricard.

## Uitslag
| Positie | Nummer | Rijder                | Team           | Ronden | Tijd/Opgave     | Startplaats | Punten |
| ------- | ------ | --------------------- | -------------- | ------ | --------------- | ----------- | ------ |
| 1       | 27     | Alan Jones            | Williams-Ford  | 54     | 1:32:43.4       | 4           | 9      |
| 2       | 25     | Didier Pironi         | Ligier-Ford    | 54     | +4.52           | 3           | 6      |
| 3       | 26     | Jacques Laffite       | Ligier-Ford    | 54     | +30.26          | 1           | 4      |
| 4       | 5      | Nelson Piquet         | Brabham-Ford   | 54     | +1:14.88        | 8           | 3      |
| 5       | 16     | René Arnoux           | Renault        | 54     | +1:16.15        | 2           | 2      |
| 6       | 28     | Carlos Reutemann      | Williams-Ford  | 54     | +1:16.74        | 5           | 1      |
| 7       | 7      | John Watson           | McLaren-Ford   | 53     | +1 Ronde        | 13          |        |
| 8       | 2      | Gilles Villeneuve     | Ferrari        | 53     | +1 Ronde        | 17          |        |
| 9       | 29     | Riccardo Patrese      | Arrows-Ford    | 53     | +1 Ronde        | 18          |        |
| 10      | 30     | Jochen Mass           | Arrows-Ford    | 53     | +1 Ronde        | 15          |        |
| 11      | 4      | Derek Daly            | Tyrrell-Ford   | 52     | +2 Rondes       | 20          |        |
| 12      | 1      | Jody Scheckter        | Ferrari        | 52     | +2 Rondes       | 19          |        |
| NF      | 20     | Emerson Fittipaldi    | Fittpaldi-Ford | 50     | Motor           | 24          |        |
| NF      | 3      | Jean-Pierre Jarier    | Tyrrell-Ford   | 50     | +4 Rondes       | 16          |        |
| NF      | 31     | Eddie Cheever         | Osella-Ford    | 43     | Motor           | 21          |        |
| NF      | 9      | Marc Surer            | ATS-Ford       | 26     | Versnellingsbak | 11          |        |
| NF      | 22     | Patrick Depailler     | Alfa Romeo     | 25     | Handling        | 10          |        |
| NF      | 11     | Mario Andretti        | Lotus-Ford     | 18     | Versnellingsbak | 12          |        |
| NF      | 21     | Keke Rosberg          | Fittpaldi-Ford | 8      | Spin            | 23          |        |
| NF      | 23     | Bruno Giacomelli      | Alfa Romeo     | 8      | Handling        | 9           |        |
| NF      | 8      | Alain Prost           | McLaren-Ford   | 6      | Transmissie     | 7           |        |
| NF      | 12     | Elio de Angelis       | Lotus-Ford     | 3      | Koppeling       | 14          |        |
| NF      | 15     | Jean-Pierre Jabouille | Renault        | 0      | Transmissie     | 6           |        |
| NF      | 6      | Ricardo Zunino        | Brabham-Ford   | 0      | Koppeling       | 22          |        |
| NQ      | 17     | Geoff Lees            | Shadow-Ford    |        |                 |             |        |
| NQ      | 14     | Jan Lammers           | Ensign-Ford    |        |                 |             |        |

## Statistieken
| Pole-position | Jacques Laffite | Ligier-Ford   | 1:38.88 |
| Snelste ronde | Alan Jones      | Williams-Ford | 1:41.45 |

## Noot
- Dit was de honderdste Grand Prix-start voor John Watson. Daarmee was Watson de vijftiende coureur die minstens 100 Grands Prix had gereden.
- Dit was de vijfde snelste ronde voor Alan Jones.
- Vijfde podiumplaats voor Didier Pironi.

1906 · 1907 · 1908 · 1912 · 1913 · 1914 · 1921 · 1922 · 1923 · 1924 · 1925 · 1926 · 1927 · 1928 · 1929 · 1930 · 1931 · 1932 · 1933 · 1934 · 1935 · 1936 · 1937 · 1938 · 1939 · 1947 · 1948 · 1949 · 1950 · 1951 · 1952 · 1953 · 1954 · 1956 · 1957 · 1958 · 1959 · 1960 · 1961 · 1962 · 1963 · 1964 · 1965 · 1966 · 1967 · 1968 · 1969 · 1970 · 1971 · 1972 · 1973 · 1974 · 1975 · 1976 · 1977 · 1978 · 1979 · 1980 · 1981 · 1982 · 1983 · 1984 · 1985 · 1986 · 1987 · 1988 · 1989 · 1990 · 1991 · 1992 · 1993 · 1994 · 1995 · 1996 · 1997 · 1998 · 1999 · 2000 · 2001 · 2002 · 2003 · 2004 · 2005 · 2006 · 2007 · 2008 · 2018 · 2019 · 2021 · 2022